# 람빅

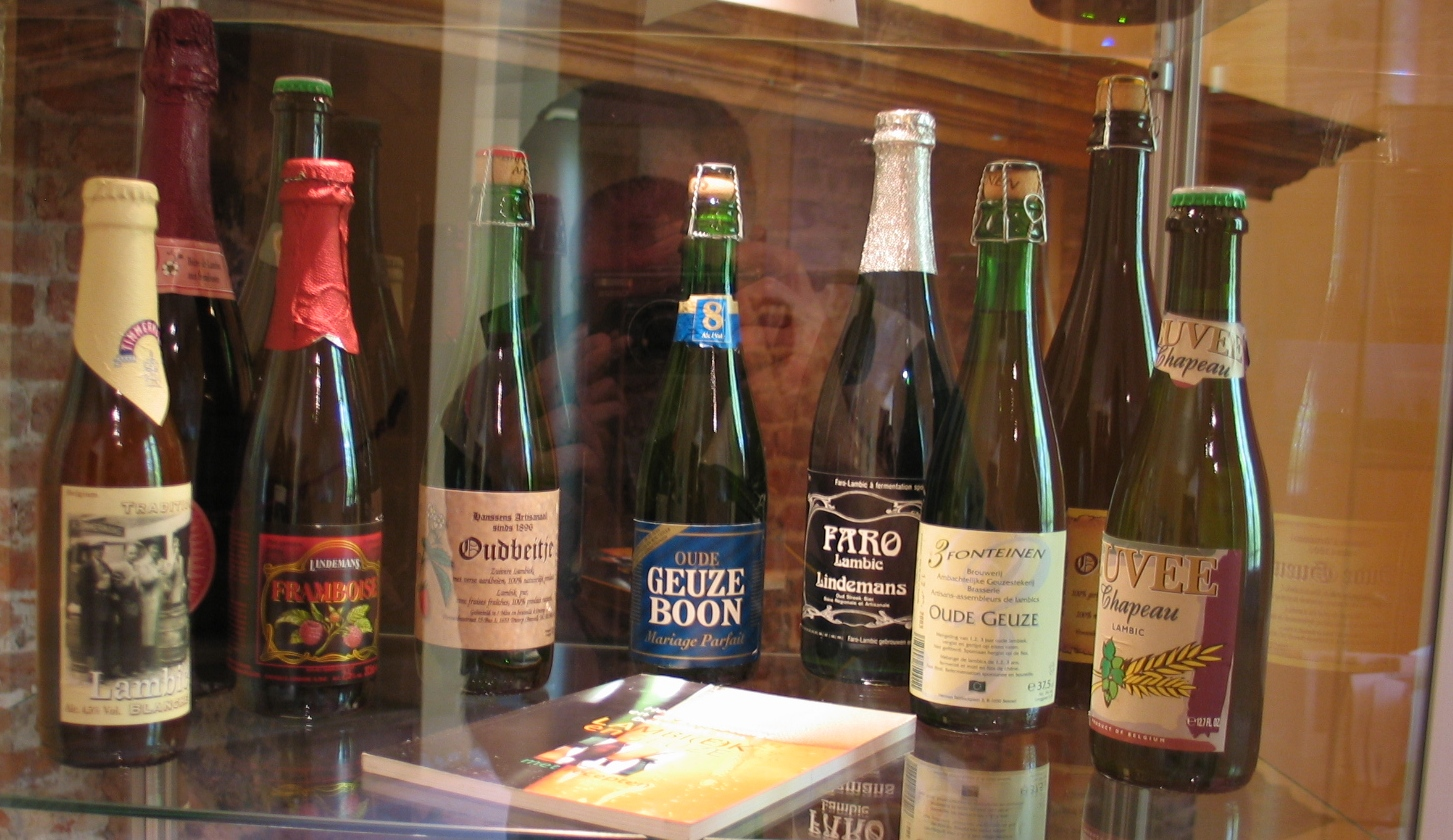

람빅(Lambic, 영어: /lɒ̃bikˌ ˈlæmbək/)은 벨기에 브뤼셀 남서쪽 파요텐란트 지역과 브뤼셀 자체에서 13세기부터 양조된 맥주의 일종이다. 람빅 맥주의 종류에는 괴즈(gueuze), 크리크 람빅(krieklambic), 프람부아즈(framboise) 등이 있다. 람빅은 조심스럽게 배양된 양조 효모 균주에 노출되는 것이 아니라 젠(Zenne) 계곡에 서식하는 야생 효모와 박테리아에 노출되어 발효된다는 점에서 대부분의 다른 맥주와 다르다. 이 과정을 통해 맥주에 특유의 드라이한 맛, 포도주 맛, 사과향이 더해지며 종종 시큼한 뒷맛이 난다.

## 어원
이 음료는 1794년에 알람비크(allambique)로 처음 언급되었다. 이니셜 'a'는 초기에 삭제되어 1811년 광고에서는 Lambicq라고 불렸지만 1829년 말에는 때때로 alambic이라고도 불렸다. 이 이름은 지역 증류주 생산에 여전히 사용되는 alembic에서 유래했을 수 있다. 꼬냑과 제네버(그러나 램빅 생산에는 사용되지 않음). 벨기에 할레(Halle) 근처 마을인 렘비크(Lembeek)와 그 주변의 양조장에서는 램빅을 그 이름과 연관시키려고 시도했다.